# ハーバード (補助巡洋艦)
|          |                              |
| 艦歴     |                              |
| 発注     |                              |
| 起工     |                              |
| 進水     | 1888年                       |
| 就役     | 1898年4月26日 1918年5月24日  |
| 退役     | 1898年9月2日                 |
| その後   | 1923年にスクラップとして廃棄 |
| 除籍     |                              |
| 性能諸元 |                              |
| 排水量   | 17,270トン                   |
| 全長     | 585 ft                       |
| 全幅     | 63 ft 3 in                   |
| 吃水     | 29 ft                        |
| 機関     |                              |
| 最大速   | 20ノット                     |
| 乗員     | 士官、兵員407名              |
| 兵装     |                              |

ハーバード (USS Harvard) は、アメリカ海軍の補助巡洋艦。

## 艦歴
当初の船名はシティ・オブ・ニューヨーク (SS City of New York) であり、スコットランド、クライドバンクのジョン・ブラウン・アンド・カンパニーで建造され、1888年に進水、インマン・ラインの所有するオーシャン・ライナーとしてアメリカとヨーロッパ間を航行した。シティ・オブ・パリの姉妹船であったシティ・オブ・ニューヨークは当時最大級のオーシャン・ライナーであり、2軸スクリューを備えた初の汽船の内の1隻であった。1893年にアメリカン・ラインに移籍、ニューヨーク (SS New York) へと改名された。ニューヨークを始めとするオーシャン・ライナーにより、アメリカ合衆国の大西洋における乗客貿易量はトップクラスへと成長した。ニューヨークは1893年9月にサウサンプトン－ニューヨーク間の記録を樹立している。

### 米西戦争
米西戦争が勃発すると、ニューヨークは武装商船として民間人乗組員と共に徴用され、1898年4月26日に艦長C・S・コットン大佐の指揮下就役、艦名はハーバード (USS Harvard) と改名された。偵察任務に割り当てられたハーバードは4月30日にニューヨークを出航、西インド諸島を巡航しスペイン艦隊の探索を行った。カリブ海でのスペイン艦の位置を数度報告した後、ハーバードはマルティニークのサン・ピエールで5月11日から17日まで艦隊の封鎖に参加した。その後ウィンフィールド・スコット・シューレイ代将が派遣した部隊と共にサンティアーゴ・デ・クーバ、ハイチに移動した。ハーバードは偵察任務を中断し、6月7日から26日までバージニア州ニューポート・ニューズに戻り、この間に乗組員は正式に海軍の軍務に着任した。
ハーバードは兵員および補給物資を乗せてカリブ海に戻り、7月1日にキューバのアルタレスに到着した。7月3日の朝、スペイン海軍が出航したという電信を受け取る。ウィリアム・T・サンプソン少将がサンチャゴ・デ・キューバ海戦で勝利した後、ハーバードは生存者の救助を行った。高波と座礁したスペイン艦が搭載する弾薬の爆発にもかかわらず、ハーバードは600名以上の士官と兵員の救助に成功した。
1898年7月4日、第9マサチューセッツ義勇歩兵連隊がハーバード艦内で捕虜の護衛を行っていた。護衛は捕虜に対して線を越えて戻るように命令したが、捕虜は英語を理解せず、護衛は他の捕虜が立ち上がった際に発砲した。恐怖を感じた捕虜たちが騒ぎ出し飛びかかろうとしたため、護衛は発砲し6名を殺害、13名以上を負傷させた。調査の後、事件は謝って発生したものと結論づけられた。この一件はハーバード事件として知られている。
カリブ海における偵察任務は不要となったため、ハーバードは1898年7月10日に帰国した。ハーバードは陸軍省に一時的に引き渡され、兵士を帰国させるためにサンティアーゴ・デ・クーバに派遣された。ハーバードは8月27日にニューヨークに到着し、1898年9月2日にニューヨーク海軍工廠で退役した。

### 第一次世界大戦およびその後
ハーバードは再びニューヨーク (SS New York) へ名前を変え、アメリカン・ラインで大西洋横断に従事した。この間1903年に広範囲な改修が行われ、3本の煙突の内1つが撤去された。アメリカ合衆国が第一次世界大戦に参戦すると、ニューヨークは輸送船として1918年5月9日に再び海軍に徴用され、5月24日にクロード・C・ブロッホ艦長の指揮下就役、艦名はプラッツバーグ (USS Plattsburg, SP-1645) と変更された。
プラッツバーグはニューヨークからリバプールへの4度の航海を行い、アメリカ派遣軍の輸送を担当、戦後は7度の航海を行い、24,000名以上の帰還兵を帰国させた。1919年8月29日に最後の航海を終え、ニューヨークに戻り10月6日に元の所有者に返還された。
返還後は再びニューヨーク (SS New York) の船名で大西洋航路に就役したが、もはや一線級のライナーではなく、1920年に貨客航路から撤退、ポーランドの船会社に売却された。その後2度の航海を行ったが、会社は間もなく倒産し、船は1923年に廃棄された。

## 参照
- この記事はアメリカ合衆国政府の著作物であるDictionary of American Naval Fighting Shipsに由来する文章を含んでいます。 記事はここで閲覧できます。